# Leioceras
Il leiocerato (gen. Leioceras) è un mollusco cefalopode estinto appartenente alle ammoniti. Visse esclusivamente nel Giurassico medio (Aaleniano, circa 170 milioni di anni fa) e i suoi resti sono stati ritrovati in varie zone d'Europa, in Africa del Nord, in Turchia, nel Caucaso e in Iran.

## Descrizione
Questa ammonite era caratterizzata da una conchiglia appiattita lateralmente e involuta, dall'aspetto discoidale con l'area ventrale acuta (forma platioxycona). Il giro esterno delle spire andava a ricoprire gli altri, ed era molto più alto che largo. L'area ventrale possedeva una carena acuta e tagliente, ma la conchiglia era sprovvista dei  solchi ventrali ai lati della carena.
Il leiocerato era ornato da coste decisamente falciformi, delicate e finissime. La sutura, di tipo classicamente ammonitico, era relativamente semplice e i lobi numerosi  poco frastagliati.

## Fossile guida
La specie più nota di leiocerato è senza dubbio Leioceras opalinum, presente in numerosi giacimenti europei dell'Aaleniano; questa specie, quindi, è un buon fossile guida, che marca l'inizio dell'Aaleniano. Il genere Leioceras è uno dei più antichi rappresentanti dei grafoceratidi (Graphoceratidae), le cui conchiglie compresse e involute erano caratteristiche del Giurassico medio.

## Stile di vita
È probabile che l'animale vivesse nell'ultima loggia della conchiglia, separata dalle altre mediante una parete; il leiocerato riempiva le altre camere di acqua per poter regolare la discesa o la salita in profondità.